# Škrkavka kočičí
Škrkavka kočičí (Toxocara cati) je kosmopolitně rozšířený parazit koček a kočkovitých šelem. Jedná se o nejběžnější hlístici koček v evropských podmínkách. U dospělých koček nepůsobí výrazné klinické příznaky, avšak u koťat může způsobit vážné zdravotní problémy a vést až k úhynu. Na rozdíl od příbuzné škrkavky psí se nepřenáší transplacentárně (tedy z matky na plod), nýbrž jen mlékem či pozřením paratenického hostitele.